# Agonandra
Agonandra é um género botânico pertencente à família Opiliaceae.